# Taima (oasis)
Taima o Teima (en árabe: تيماء‎; en taimanítico, 𐪉𐪃𐪒, TMʾ) fue una antigua ciudad situada en el noroeste de la actual Arabia Saudita, emplazada en medio de un vasto oasis históricamente habitado y rodeada de un muro de piedra y barro sobre una colina, que controlaba las rutas comerciales que atraviesan el desierto entre Yathrib (Medina) y Dumah. Hoy es un sitio arqueológico de 500 hectáreas de la provincia de Tabuk, en las proximidades de la actual Talma, a 400 km de Medina y a 830 metros sobre el nivel del mar. Usaba su propia escritura denominada taimanítica. 
Se conservan documentos que acreditan que tenía una colonia judía, con pozos y edificaciones. Así mismo se menciona en varios pasajes bíblicos con el nombre de Tema (hijo de Ismael). En el Libro de Jeremías (23, 25) el profeta se pronuncia en su contra, y aparece también en fuentes asirias y babilónicas.
El explorador Charles Huber descubrió en el año 1883 la llamada Estela de Teima, que lista a los dioses adorados en la ciudad en el siglo VI a. C.

## Historia
Su condición de gran oasis hizo el lugar óptimo para su ocupación, datándose sus primeros restos durante el segundo milenio (Edad del Bronce final). Estuvo gobernada por pequeñas fuerzas locales hasta la llegada de los asirios en el siglo IX a. C., a los que debieron tributo.
Prosperó en los siglos VII-VI a. C. gracias al comercio, ya que por su condición de oasis y lugar estratégico entre el Mediterráneo, Egipto, Mesopotamia y Arabia fue un lugar importante de encuentro de caravanas, tanto que el rey asirio Tiglatpileser III denominó en su honor Puerta del Desierto a una de las entradas fortificadas de Nínive, la capital.
La Crónica de Nabonido relata que fue el destino del rey neobabilónico Nabonido (Nabonid), durante el largo viaje de 10 años que efectuó, aunque no relata sus intenciones con total claridad. La ciudad pertenece entonces a Babilonia.
Perteneció al reino nabateo de Petra gracias a su condición de encuentro de caravanas y por ello entró en su mejor época entre los siglos IV a. C. y I d. C.
En el siglo II pasó a pertenecer al Imperio romano quedando incluida en el Imperio Romano en su vertiente oriental. Más tarde jugó un papel importante dentro del Imperio islámico.
Benjamín de Tudela la visitó en el siglo XII durante su viaje en búsqueda de asentamientos judíos.

## Restos arqueológicos
Entre ellos destacan:

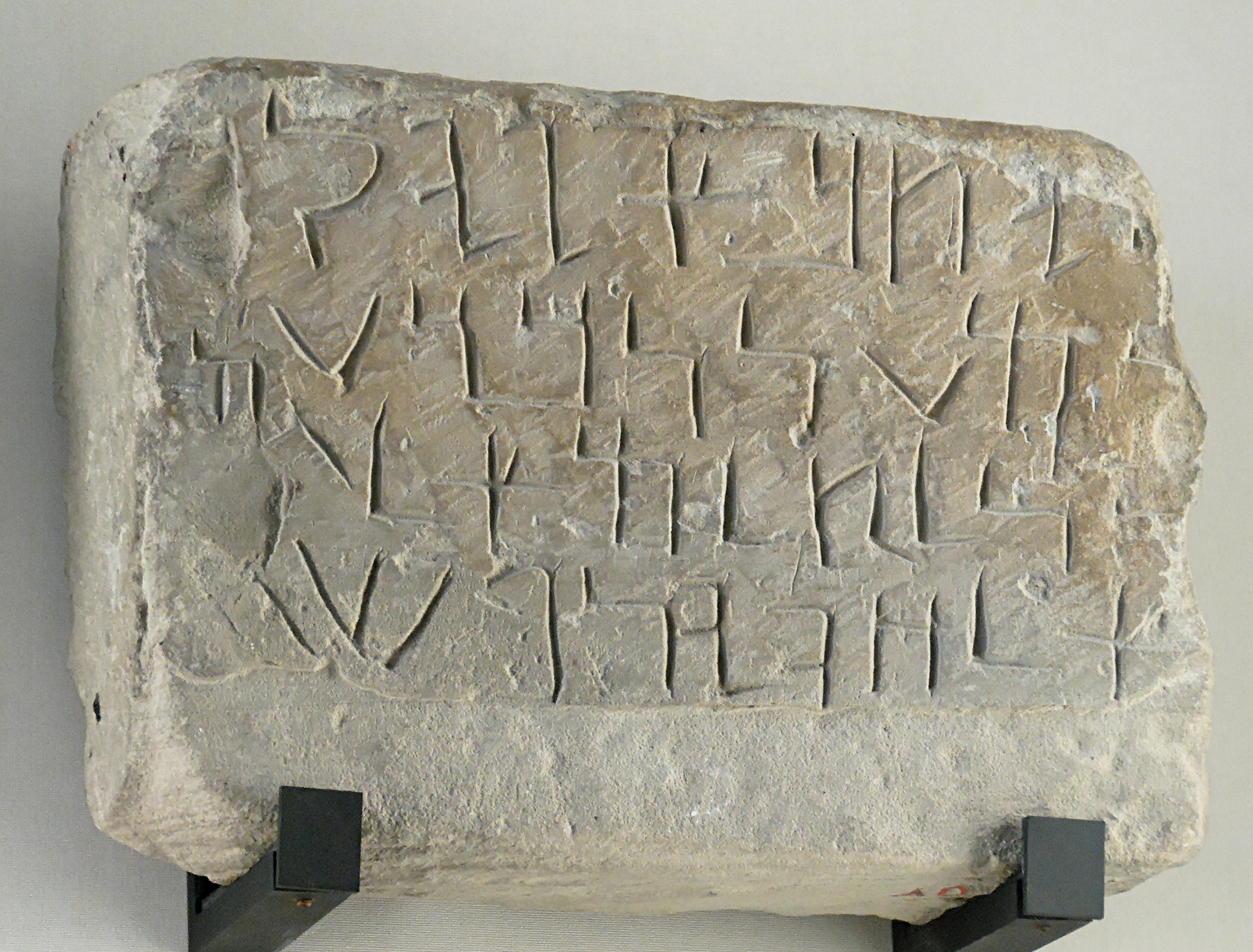
Una de las piedras de taima con escritura aramea, en el Louvre

- La gran muralla perimetral con torres de guardia que delimita 3 de los lados de la ciudad vieja, del siglo VII a. C. en adelante, que le valió la fama durante la Edad Media. Se conservan cerca de 15 kilómetros de unos 8 metros de anchura. Conserva en su interior corredores y escaleras, y tiene grandes acumulaciones de arena en ambas vertientes.
- Los cementerios.
- Multitud de estelas y lugares con inscripciones en varios idiomas, como arameo, tamúdico o nabateo, lo cual nos da una idea de la importancia del enclave.
- El castillo de Qasr Al-Ablaq, al suroeste del emplazamiento, construido por el guerrero poeta Samuel ibn 'Adiya y su abuelo en el siglo VI.